# Amerika legviccesebb házi videói
Az Amerika legviccesebb házi videói vagy Amerika legviccesebb home videói (eredeti cím: America's Funniest Home Videos, röviden AFV) egy 1989-ben indult amerikai valóságshow. A műsor alkotója Vin Di Bona, a műsorban pedig vicces amerikai házivideókat mutatnak be különböző műsorvezetők bemutatása alatt. A műsornak sok házigazdája volt már, a jelenlegi Alfonso Ribeiro, aki 2015 óta vezeti a produkciót.
A műsort az Amerikai Egyesült Államokban az ABC mutatta be 1989. november 26-án különkiadásként, majd 1990. január 14-től indult el sorozatként. Magyarországon a Comedy Central kezdte el adni 2009. május 4-én.

## A műsor szerkezete
A műsorban az amerikaiak által beküldött mulatságosabb házivideókat mutatnak be. Ezek a videók általában 5-10 percesek, de előfordul néhány 15 perces is.
A műsor során több házigazdája is volt: a legelső Bob Saget volt 1989-től 1997-ig, utána következett John Fugelsang és Daisy Fuentes 1998-tól 1999-ig, majd Tom Bergeron 2001-től 2015-ig - utóbbi volt az eddigi leghosszabb műsorvezető. A jelenlegi műsorvezető Alfonso Ribeiro, aki 2015 óta a produkció házigazdája.

## Epizódok
| Évadok        | Epizódok (sorozaton belül) | Epizódok (évadon belül) | Házigazda                                         | Évadpremier                         | Évadfinálé       |
| ------------- | -------------------------- | ----------------------- | ------------------------------------------------- | ----------------------------------- | ---------------- |
| Különkiadás/1 | 1-17                       | 17                      | Bob Saget (8 évad, 187 epizód)                    | 1989. november 26./1990. január 14. | 1990. május 28.  |
| 2             | 18-42                      | 25                      | Bob Saget (8 évad, 187 epizód)                    | 1990. szeptember 16.                | 1991. május 12.  |
| 3             | 43-64                      | 25                      | Bob Saget (8 évad, 187 epizód)                    | 1991. szeptember 22.                | 1992. május 17.  |
| 4             | 65-89                      | 25                      | Bob Saget (8 évad, 187 epizód)                    | 1992. szeptember 20.                | 1993. május 16.  |
| 5             | 90-111                     | 22                      | Bob Saget (8 évad, 187 epizód)                    | 1993. szeptember 19.                | 1994. május 22.  |
| 6             | 112-135                    | 24                      | Bob Saget (8 évad, 187 epizód)                    | 1994. szeptember 18.                | 1995. május 21.  |
| 7             | 136-157                    | 22                      | Bob Saget (8 évad, 187 epizód)                    | 1995. szeptember 17.                | 1996. május 19.  |
| 8             | 158-187                    | 30                      | Bob Saget (8 évad, 187 epizód)                    | 1996. szeptember 22.                | 1997. május 18.  |
| 9             | 188-208                    | 21                      | Daisy Fuentes, John Fugelsang (2 évad, 44 epizód) | 1998. január 5.                     | 1998. május 11.  |
| 10            | 209-231                    | 23                      | Daisy Fuentes, John Fugelsang (2 évad, 44 epizód) | 1998. október 3.                    | 1999. május 15.  |
| Különkiadás   | 232-235                    | 4                       | Vendégházigazda                                   | 1999                                | 2000             |
| 11            | 236-252                    | 17                      | Tom Bergeron (15 évad, 340 epizód)                | 2001. február 3.                    | 2002. február 8. |
| 12            | 253-267                    | 15                      | Tom Bergeron (15 évad, 340 epizód)                | 2002. február 15.                   | 2002. május 17.  |
| 13            | 268-292                    | 25                      | Tom Bergeron (15 évad, 340 epizód)                | 2002. szeptember 27.                | 2003. május 9.   |
| 14            | 293-314                    | 22                      | Tom Bergeron (15 évad, 340 epizód)                | 2003. szeptember 28.                | 2004. május 23.  |
| 15            | 315-338                    | 24                      | Tom Bergeron (15 évad, 340 epizód)                | 2004. szeptember 26.                | 2005. május 13.  |
| 16            | 339-364                    | 26                      | Tom Bergeron (15 évad, 340 epizód)                | 2005. október 2.                    | 2006. május 19.  |
| 17            | 365-389                    | 25                      | Tom Bergeron (15 évad, 340 epizód)                | 2006. október 1.                    | 2007. május 18.  |
| 18            | 390-412                    | 23                      | Tom Bergeron (15 évad, 340 epizód)                | 2007. október 7.                    | 2008. május 16.  |
| 19            | 413-437                    | 25                      | Tom Bergeron (15 évad, 340 epizód)                | 2008. október 5.                    | 2009. május 15.  |
| 20            | 438-461                    | 24                      | Tom Bergeron (15 évad, 340 epizód)                | 2009. október 4.                    | 2010. május 16.  |
| 21            | 462-485                    | 24                      | Tom Bergeron (15 évad, 340 epizód)                | 2010. október 3.                    | 2011. május 22.  |
| 22            | 486-508                    | 23                      | Tom Bergeron (15 évad, 340 epizód)                | 2011. október 2.                    | 2012. május 20.  |
| 23            | 509-530                    | 22                      | Tom Bergeron (15 évad, 340 epizód)                | 2012. október 7.                    | 2013. május 19.  |
| 24            | 531-552                    | 22                      | Tom Bergeron (15 évad, 340 epizód)                | 2013. október 13.                   | 2014. május 18.  |
| 25            | 553-575                    | 23                      | Tom Bergeron (15 évad, 340 epizód)                | 2014. október 12.                   | 2015. május 17.  |
| 26            | 576-597                    | 22                      | Alfonso Ribeiro (3 évad, 66 epizód)               | 2015. október 11.                   | 2016. május 22.  |
| 27            | 598-619                    | 22                      | Alfonso Ribeiro (3 évad, 66 epizód)               | 2016. október 2.                    | 2017. május 21.  |
| 28            | 620-641                    | 22                      | Alfonso Ribeiro (3 évad, 66 epizód)               | 2017. október 8.                    | 2018. május 20.  |
| 29            | N/A                        | N/A                     | Alfonso Ribeiro (3 évad, 66 epizód)               | 2018. október                       | 2019. május      |